# Lander County
Lander County is een county in de Amerikaanse staat Nevada.
De county heeft een landoppervlakte van 14.228 km² en telt 5.794 inwoners (volkstelling 2000). De hoofdplaats is Battle Mountain.

## Bevolkingsontwikkeling

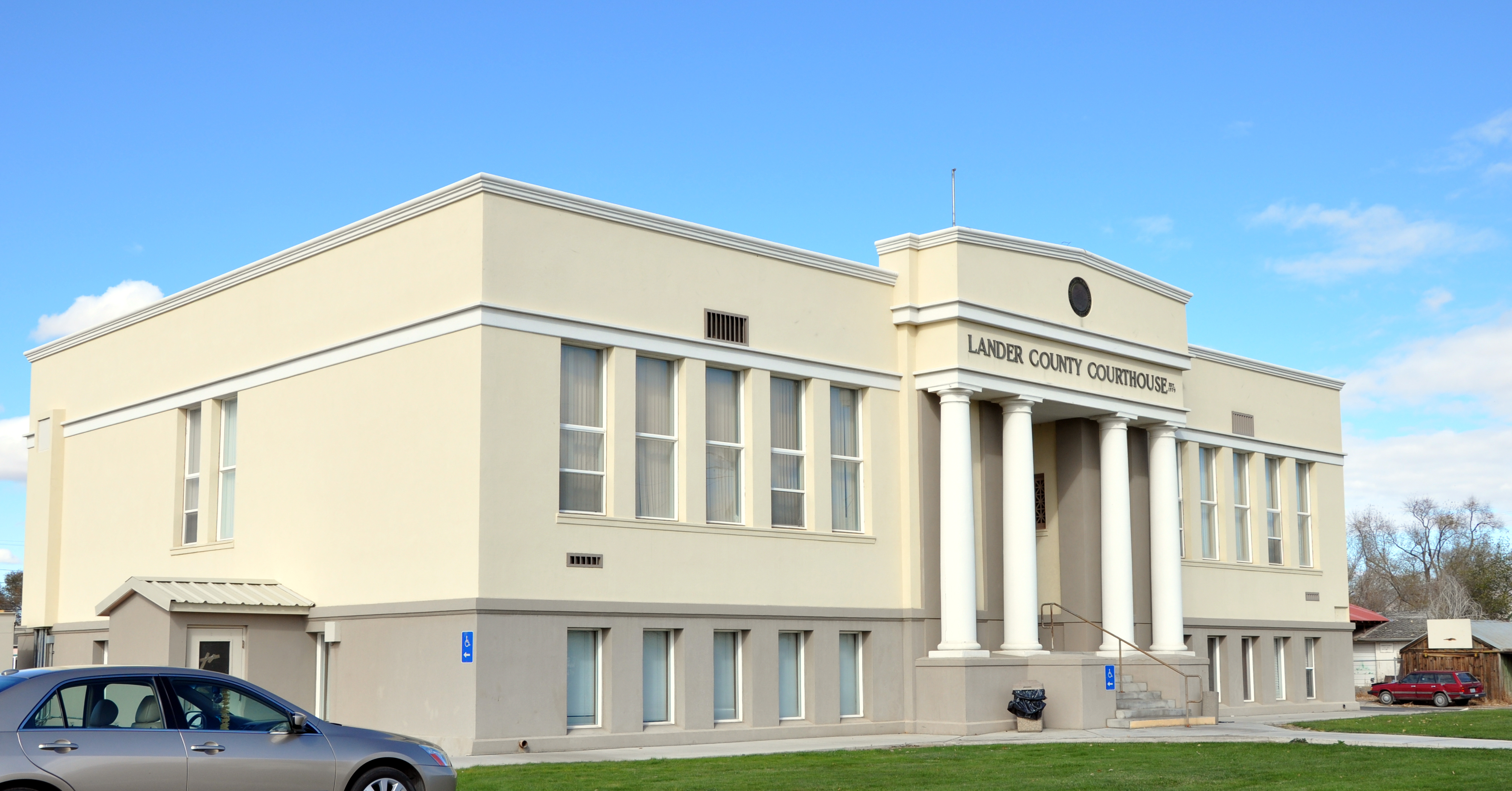
Lander County Courthouse

County's: Churchill · Clark · Douglas · Elko · Esmeralda · Eureka · Humboldt · Lander · Lincoln · Lyon · Mineral · Nye · Pershing · Storey · Washoe · White Pine
Onafhankelijke stad: Carson City